# Campeonato Mundial de Atletismo em Pista Coberta de 2010 - Salto em altura feminino
A prova do salto em altura feminino do Campeonato Mundial de Atletismo em Pista Coberta de 2010 foi disputada entre 12 e 13 de março no ASPIRE Dome, em Doha.

## Recordes
Antes desta competição, os recordes mundiais e do campeonato nesta prova eram os seguintes:
| Tipo                  | Atleta             | Marca  | Local        | Data                   |
| --------------------- | ------------------ | ------ | ------------ | ---------------------- |
|                       | Kajsa Bergqvist    | 2,08 m | Arnstadt     | 4 de fevereiro de 2006 |
| Recorde do campeonato | Stefka Kostadinova | 2,05 m | Indianápolis | 8 de março de 1987     |

## Medalhistas
| Ouro                | Prata             | Bronze                    |
| Blanka Vlašić (CRO) | Ruth Beitia (ESP) | Chaunte Howard Lowe (USA) |

## Resultados

### Eliminatórias
Estes são os resultados das eliminatórias. As 20 atletas inscritas foram reunidas em grupo único, se classificando para a final todas as que atingissem 1,95 metro (Q) ou, no mínimo, oito atletas com as melhores marcas (q).
| Pos. | Atleta                      | 1.81 | 1.85 | 1.89 | 1.92 | Res.     | Notas                |
| ---- | --------------------------- | ---- | ---- | ---- | ---- | -------- | -------------------- |
| 1    | CRO Blanka Vlašić           | -    | o    | o    | o    | 1.92 (q) |                      |
| 1    | ESP Ruth Beitia             | -    | o    | o    | o    | 1.92 (q) |                      |
| 1    | KAZ Marina Aitova           | o    | o    | o    | o    | 1.92 (q) |                      |
| 4    | CZE Iva Straková            | o    | o    | xo   | o    | 1.92 (q) | Recorde da temporada |
| 5    | RUS Svetlana Shkolina       | o    | o    | o    | xo   | 1.92 (q) |                      |
| 5    | SWE Emma Green              | -    | o    | o    | xo   | 1.92 (q) |                      |
| 7    | CHN Zheng Xingjuan          | xo   | o    | o    | xo   | 1.92 (q) | Recorde da temporada |
| 8    | UZB Nadiya Dusanova         | o    | o    | xo   | xxo  | 1.92 (q) |                      |
| 9    | USA Chaunte Howard Lowe     | o    | xo   | xo   | xxo  | 1.92 (q) |                      |
| 10   | EST Anna Iljuštšenko        | o    | o    | o    | xxx  | 1.89     |                      |
| 10   | NOR Stine Kufaas            | o    | o    | o    | xxx  | 1.89     |                      |
| 10   | RUS Irina Gordeeva          | o    | o    | o    | xxx  | 1.89     |                      |
| 13   | AUS Petrina Price           | o    | o    | xxx  |      | 1.85     |                      |
| 13   | GER Meike Kröger            | o    | o    | xxx  |      | 1.85     |                      |
| 15   | UKR Olena Demydova          | xo   | o    | xxx  |      | 1.85     |                      |
| 16   | LTU Airinė Palšytė          | xxo  | o    | xxx  |      | 1.85     |                      |
| 17   | GBR Vikki Hubbard           | o    | xo   | xxx  |      | 1.85     |                      |
| 17   | IRL Deirdre Ryan            | o    | xo   | xxx  |      | 1.85     |                      |
| 19   | BUL Venelina Veneva-Mateeva | o    | xxo  | xxx  |      | 1.85     |                      |
| 20   | KAZ Anna Ustinova           | o    | xxx  |      |      | 1.81     |                      |

### Final
Estes são os resultados da final:
| Pos.              | Atleta                  | 1.83 | 1.87 | 1.91 | 1.94 | 1.96 | 1.98 | 2.00 | 2.05 | Res. | Notas            |
| ----------------- | ----------------------- | ---- | ---- | ---- | ---- | ---- | ---- | ---- | ---- | ---- | ---------------- |
| Medalha de ouro   | CRO Blanka Vlašić       | -    | o    | o    | -    | o    | o    | o    | xxx  | 2.00 |                  |
| Medalha de prata  | ESP Ruth Beitia         | -    | o    | o    | xo   | xo   | o    | xxx  |      | 1.98 |                  |
| Medalha de bronze | USA Chaunte Howard Lowe | o    | -    | o    | xo   | o    | xo   | xxx  |      | 1.98 |                  |
| 4                 | RUS Svetlana Shkolina   | -    | o    | o    | o    | xo   | xxx  |      |      | 1.96 |                  |
| 5                 | CHN Zheng Xingjuan      | o    | xo   | xo   | xxo  | xxx  |      |      |      | 1.94 | Recorde nacional |
| 5                 | SWE Emma Green          | -    | o    | xxo  | xxo  | xxx  |      |      |      | 1.94 |                  |
| 7                 | KAZ Marina Aitova       | o    | o    | o    | xxx  |      |      |      |      | 1.91 |                  |
| 7                 | UZB Nadiya Dusanova     | o    | o    | o    | xxx  |      |      |      |      | 1.91 |                  |
| 9                 | CZE Iva Straková        | o    | xo   | xxo  | xxx  |      |      |      |      | 1.91 |                  |

Legenda
| Recorde mundial       | Recorde mundial (World record)               |                       | Recorde africano                      | Recorde africano (African) |                                           | Q | Classificado por posição (Qualified) |
| Recorde do campeonato | Recorde do campeonato (Championship record)  | Recorde da América    | Recorde da América (Americas)         | q                          | Classificado por melhor tempo (Qualified) |   |                                      |
| Melhor marca do ano   | Melhor marca do ano (World leading)          | Recorde asiático      | Recorde asiático (Asian)              | DNS                        | Não largou (Did not start)                |   |                                      |
| Recorde nacional      | Recorde nacional (National record)           | Recorde europeu       | Recorde europeu (European)            | DNF                        | Não terminou (Did not finish)             |   |                                      |
| Recorde pessoal       | Recorde pessoal do atleta (Personal best)    | Recorde da Oceania    | Recorde da Oceania (Oceania)          | DSQ / DQ                   | Desclassificado (Disqualified)            |   |                                      |
| Recorde da temporada  | Recorde da temporada do atleta (Season best) | Recorde sul-americano | Recorde sul-americano (South America) | NM                         | Sem marca (No mark)                       |   |                                      |